# Saint-Just (Métro Lyon)

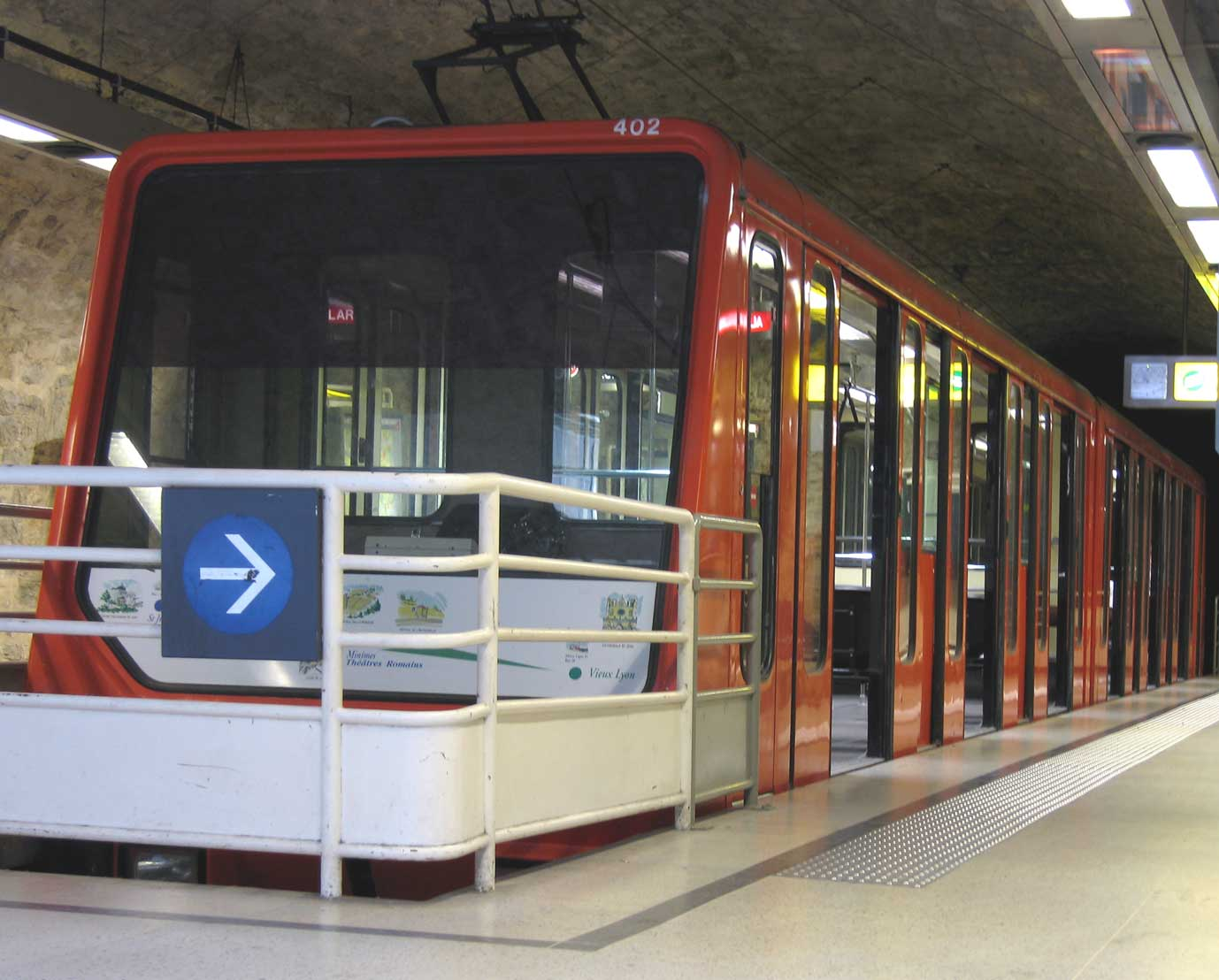
Zug der Standseilbahn in der Endhaltestelle Saint Just

Saint Just ist die bergseitige Endstation der Standseilbahn Funiculaire F1 in der französischen Stadt Lyon. Diese beginnt an der Métrostation Vieux Lyon und hat ihren einzigen Zwischenhalt an der Ausweiche bei der Station Minimes Théâtres Romains.

## Geschichte
Zwischen 1886 und 1954 verkehrten von hier auch die Linien der Fouvière Ouest-Lyonnais nach Mornant und Vaugneray.

## Anschlüsse
- In Saint-Just

Bus 66, Richtung Champagne Écoles
Bus 90, Richtung Gare de Vaise oder Ste-Foy Châtelain
- In der Nähe Saint-Alexandre:

Bus C 20, Richtung Bellecour oder Francheville Taffignon
Bus C 21, Richtung Perrache oder Gorge de Loup
Bus 55, Richtung Perrache oder Campus Lyon Ouest